# Johan Absalonsen
Johan Absalonsen est un footballeur danois, né le 16 septembre 1985 à Flemløse au Danemark. Il évolue comme attaquant.

## Sélection nationale
Johan Absalonsen est appelé la première fois en sélection en novembre 2009 pour deux matchs amicaux contre la Corée du Sud (0-0) et les États-Unis (3-1).
Il dispute les deux rencontres et marque son premier but international le 18 novembre 2009 contre les États-Unis.

## Palmarès
Brøndby IF
- Champion du Danemark (1) : 2005
- Vainqueur de la Coupe du Danemark (1) : 2005
- Vainqueur de la Coupe de la Ligue danoise (2) : 2005, 2006

 OB Odense
- Vainqueur de la Coupe du Danemark (1) : 2007

 FC Copenhague
- Champion du Danemark (1) : 2011